# Johann Baptist Wickart
Johann Baptist Wickart (* 16. April 1635 in Zug; † 28. Mai 1705 ebenda) war ein Schweizer Bildhauer, der für seine Altarkunst bekannt ist.

## Leben und Werk
Wickart war katholisch und stammte aus Zug. Er war Sohn der Barbara Speck und des Bildhauers, Altarbauers und Baumeisters Michael Wickart. 1658 heiratete er Anna Margarita Zülli.
Er machte eine Bildhauerlehre beim Vater und übernahm 1665 dessen Werkstatt. 1659 wurde er in die Lukasbruderschaft aufgenommen. Als Wickarts Hauptwerk gilt der Hochaltar der Pfarrkirche St. Michael in Zug (1686–1689, heute in der Konstanzer Dreifaltigkeitskirche). Weitere Altäre schuf er unter anderem für die Pfarrkirche Lachen (1665) und die St. Martinskapelle Boswil (1669–1670). Im Auftrag des Klosters Muri entstand Wickarts einzige bekannte Steinplastik, eine Brunnenfigur des heiligen Leontius für den Leontiusbrunnen (1683). Mehrere Arbeiten sind verschollen, unter anderem der Hochaltar der Pfarrkirche Sins und derjenige des Frauenklosters Sarnen.